# Kavita Lorenz
Kavita Lorenz (* 5. September 1995 in Berlin) ist eine ehemalige deutsche Eistänzerin. Mit ihrem Eistanzpartner Joti Polizoakis wurde sie 2016 Deutsche Meisterin im Eistanz. Sie starteten für den EC Oberstdorf. Ihre Trainer waren Marina Zueva, Massimo Scali und Martin Skotnický. Sie trainierten in Canton (Michigan).
Kavita Lorenz begann zunächst als Einzelläuferin. In der Saison 2012/2013 startete sie erstmals im Eistanz mit ihrem damaligen Eistanzpartner Ievgen Kholoniuk. Das Paar trennte sich nach dieser Saison. 2015 fand sie einen neuen Eistanzpartner, den ehemaligen Einzelläufer Joti Polizoakis. Das Paar gewann nach nur 9 Monaten gemeinsamen Trainings auf Anhieb die Deutsche Meisterschaft 2016. Diesen Erfolg wiederholten Lorenz und Polizoakis 2017 und 2018. Nach den Weltmeisterschaften 2018 beendete Lorenz ihre Karriere.

## Erfolge und Ergebnisse

### Eistanz
(mit Joti Polizoakis)
| Wettbewerb / Saison                    | 2015–16       | 2016–17       | 2017–18       |
| International                          | International | International | International |
| -------------------------------------- | ------------- | ------------- | ------------- |
| Olympische Winterspiele                |               |               | 16.           |
| Olympische Winterspiele Teamwettbewerb |               |               | 7.            |
| Weltmeisterschaften                    | 17.           | 19.           | 16.           |
| Europameisterschaften                  | 14.           | 14.           |               |
| Skate Canada                           |               |               | 8.            |
| CS Nebelhorn Trophy                    | 4.            | 5.            | 3.            |
| CS Nepela Trophy                       | 5.            | 5.            |               |
| CS Tallinn Trophy                      |               |               | 5.            |
| CS Warschau Cup                        | 5.            |               |               |
| CS Golden Spin of Zagreb               |               | 4.            |               |
| Open d’Andorra                         | 1.            |               |               |
| NRW Trophy                             |               | 2.            |               |
| Volvo Cup                              |               | 2.            |               |
| Bavarian Open                          |               | 3.            |               |
| National                               |               |               |               |
| Deutsche Meisterschaften               | 1.            | 1.            | 1.            |

(mit Ievgen Kholoniuk)
| Wettbewerb / Saison      | 2012–13  |
| National                 | National |
| ------------------------ | -------- |
| Deutsche Meisterschaften | 3.       |

### Einzellauf
| Wettbewerb / Saison      | 2009–10  | 2010–11  |
| National                 | National | National |
| ------------------------ | -------- | -------- |
| Deutsche Meisterschaften | 9. J.    | 11.      |
| J. = Junioren            |          |          |